# دوري اسطنبول لكرة القدم 1926–27
دوري اسطنبول لكرة القدم 1926–27 (بالتركية: 1926-27 İstanbul Futbol Ligi)‏ هو موسم من دوري اسطنبول لكرة القدم ‏. كان عدد الأندية المشاركة فيه 8، وفاز فيه غلطة سراي.